# Out of Business
Albums de EPMD
Back in Business
(1997) We Mean Business
(2008)
Singles
1. Symphony 2000
Sortie : 29 juin 1999

Out of Business est le sixième album studio d'EPMD, sorti le 20 juillet 1999.
Pour cet opus, EPMD est devenu l'acronyme d'Erick & Parrish Millennium Ducats. Une édition limitée a été publiée avec un disque bonus de greatest hits publiés entre 1987 et 1997.
L' album s'est classé 2e au Top R&B/Hip-Hop Albums et 13e au Billboard 200.

## Liste des titres
| No  | Titre                                                                                           | Contient un (des) sample(s) de | Durée |
| --- | ----------------------------------------------------------------------------------------------- | --- | ----- |
| 1.  | Intro (Produit par DJ Scratch)                                                                  | Going the Distance de Bill Conti Feel the Heartbeat des Treacherous Three Afro Puffs de The Lady of Rage One More Chance (Remix) de The Notorious B.I.G. featuring Faith Evans Funky Soul Makossa de Nairobi featuring Awesome Foursome                                                    | 2:18  |
| 2.  | Pioneers (Produit par Erick Sermon)                                                             | Caught, Can We Get a Witness? de Public Enemy It's Yours de T La Rock & Jazzy Jay | 3:14  |
| 3.  | Right Now                                                                                       | Lick the Balls de Slick Rick | 3:51  |
| 4.  | Check 1, 2 (Produit par Parrish Smith et 8-Off)                                                 | You Gots to Chill d'EPMD | 3:16  |
| 5.  | Symphony (featuring M.O.P. – Produit par Erick Sermon)                                          | | 3:01  |
| 6.  | Hold Me Down (Produit par Erick Sermon)                                                         | Christmas Rappin de Kurtis Blow | 3:34  |
| 7.  | Rap Is Still Outta Control (featuring Busta Rhymes – Produit par Erick Sermon et Parrish Smith) | So Wat Cha Sayin d'EPMD | 3:33  |
| 8.  | The Fan (Produit par Erick Sermon)                                                              | | 3:03  |
| 9.  | Draw (Produit par Erick Sermon)                                                                 | Per Qualche Dollaro in Più d'Ennio Morricone How High (Remix) de Method Man and Redman | 3:22  |
| 10. | U Got Shot (featuring 215 et 8-Off – Produit par Erick Sermon)                                  | Dove de Cymande Brooklyn Zoo d'Ol' Dirty Bastard | 3:38  |
| 11. | House Party (Produit par Parrish Smith)                                                         | | 3:52  |
| 12. | The Funk (Produit par Erick Sermon)                                                             | Do Your Dance de Rose Royce | 2:08  |
| 13. | Symphony 2000 (featuring Lady Luck, Method Man and Redman – Produit par Erick Sermon)           | Uccellacci Uccellini - Titoli Di Testa d'Ennio Morricone Requiem pour un con de Serge Gainsbourg Poetry des Boogie Down Productions The Symphony de Marley Marl et Big Daddy Kane featuring Masta Ace, Craig G et Kool G Rap Did You Ever Think de R. Kelly Strictly Snappin' Necks d'EPMD | 4:03  |
| 14. | Jane 6 (Produit par Parrish Smith)                                                              | Mary Jane de Rick James Papa Was Too de Joe Tex Jane d'EPMD | 4:22  |

| 1.  | It's My Thang                           | 5:37 |
| 2.  | You Gots 2 Chill                        | 3:27 |
| 3.  | Strictly Business                       | 4:39 |
| 4.  | So Whatcha Sayin'                       | 4:28 |
| 5.  | Big Payback                             | 4:04 |
| 6.  | Get the Bozack                          | 4:33 |
| 7.  | Please Listen to My Demo                | 2:49 |
| 8.  | Gold Digger                             | 5:02 |
| 9.  | Rampage (featuring LL Cool J)           | 3:49 |
| 10. | Crossover                               | 3:48 |
| 11. | Headbanger (featuring K-Solo et Redman) | 4:51 |
| 12. | Never Seen Before                       | 2:50 |
| 13. | Da Joint                                | 3:26 |